# Бандата на Оушън
„Бандата на Оушън“ (на английски: Ocean's Eleven) е американски филм от 2001 г. с участието на режисьора Стивън Содърбърг.

## Сюжет
Скоро след като излиза от затвора, Дани Оушън (Джордж Клуни) посещава своя приятел и суъчастник в много престъпни схеми Ръсти Райън (Брад Пит), за да го привлече в новия си план за обир на казино в Лас Вегас. Там към тях се присъединява бившият собственик на казина Рубен Тишкоф (Елиът Гулд), който вижда в плана възможност да си отмъсти на своя съперник в бизнеса Тери Бенедикт (Анди Гарсия), който е собственик на набелязаното за обир казино. Дани Оушън също има лична причина да участва – бившата му съпруга Тес (Джулия Робъртс), която той още обича, е настоящото гадже на Тери Бенедикт.
Въпреки многобройните защити, Оушън и неговият екип от десет професионалисти успяват да оберат казиното, реализирайки може би най-зрелищния и хитроумен обир в историята на киното.

## Любопитни факти
- Във филма участват Владимир Кличко, Ленъкс Луис, Уейн Нютън и Зигфрид и Рой, които играят себе си
- Във филма участва и режисьорът Стивън Содърбърг, който играе един от крадците съучастници на Башър (Дон Чийдъл)
- В действителност 160 милиона долара в банкноти от по 100 долара тежат около 1.6 тона – много повече отколкото могат да издържат осемте чанти, в които ги изнасят от казиното
- Няма закон, който да задължава казината да държат в сейфовете си сума, която да покрива всички залози
- Във филма Башър твърди, че електромагнитният импулс ще прекъсне електронните устройства в града само за няколко минути. В действителност той би ги унищожил завинаги.
- Ръсти (Брад Пит) яде или пие нещо почти във всяка сцена от филма
- Йен (Шаобо Кин) говори само китайски, но всички го разбират и му отговарят на английски
- Мач за Световната титла по бокс между Ленъкс Луис и Владимир Кличко никога не е имало
- Филмът е римейк на едноименния филм на Луис Майлстоун от 1960 г., в който ролята на Дани Оушън се изпълнява от Франк Синатра
- И двата филма са вдъхновени от известния високотехнологичен обир в Бринк'с Секюрити Билдинг в Бостън от 1950 г.

## В България
В България филмът е излъчен през 2011 г. по bTV с български войсоувър дублаж на bTV Media Group. Екипът се състои от:
| Озвучаващи артисти  | Христина Ибришимова Светозар Кокаланов Васил Бинев Стефан Сърчаджиев – Съра Виктор Танев Станислав Димитров |
| Преводач            | Полина Николова                                                                                             |
| Тонрежисьор         | Наско Кашаров                                                                                               |
| Режисьор на дублажа | Радослав Рачев                                                                                              |